# Liste der Einträge im National Register of Historic Places im Kent County (Texas)
Die Liste der Registered Historic Places im Kent County führt alle Bauwerke und historischen Stätten im texanischen Kent County auf, die in das National Register of Historic Places aufgenommen wurden.

## Aktuelle Einträge
| Lfd. Nr. | Name im NRHP                 | Bild | Datum der Eintragung | Adresse/Lage   | Ort    | NRHP-ID  | Beschreibung |
| -------- | ---------------------------- | ---- | -------------------- | -------------- | ------ | -------- | ------------ |
| 1        | First National Bank Building |      | 30. Sep. 1997        | 402 Donoho St. | Jayton | 97001209 |              |